# Constantijn der Nederlanden

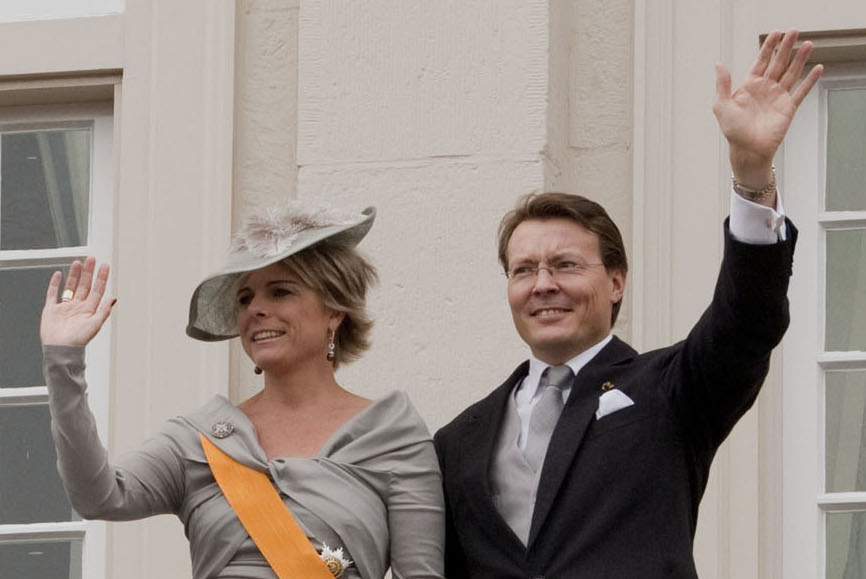
Prinses Laurentien en prins Constantijn op Prinsjesdag 2011.

Constantijn Christof Frederik Aschwin, Prins der Nederlanden, Prins van Oranje-Nassau, jonkheer van Amsberg (Utrecht, 11 oktober 1969) is de jongste broer van Willem-Alexander der Nederlanden. Hij is vierde in lijn voor de troonopvolging. Formeel wordt hij aangeduid als Zijne Koninklijke Hoogheid prins Constantijn der Nederlanden. In het dagelijks leven gebruikt hij de naam Constantijn van Oranje.

## Jeugd
Constantijn is het derde en jongste kind uit het huwelijk van prinses Beatrix der Nederlanden en prins Claus der Nederlanden, jonkheer van Amsberg.
Begin 1970 werd Constantijn met zijn neef prins Bernhard jr., het tweede kind van prinses Margriet, gedoopt in Utrecht. Aschwin zur Lippe-Biesterfeld, de broer van zijn grootvader prins Bernhard van Lippe-Biesterfeld, was een van zijn peetooms. Koning Constantijn II van Griekenland en Max Kohnstamm zijn twee andere.
In april 1980 werd zijn moeder ingehuldigd als Koning der Nederlanden. Kort daarop verhuisde het koninklijk gezin naar paleis Huis ten Bosch in Den Haag. In deze stad vervolgde hij zijn schoolopleiding aan het Eerste Vrijzinnig-Christelijk Lyceum, waar hij in 1987 slaagde voor het vwo-examen.

## Opleiding en carrière
In het studiejaar 1987-1988 volgde Constantijn taalcursussen in Frankrijk en Italië. Vervolgens studeerde hij van 1988 tot 1995 rechten aan de Rijksuniversiteit Leiden (afstudeerrichting Burgerlijk Recht). Na zijn studie liep Constantijn stage bij het kabinet van de Nederlandse commissaris bij de Europese Commissie, toen Hans van den Broek, waar hij daarna tot 1999 werkzaam bleef. In 2000 volgde hij een MBA bij INSEAD. Na zijn huwelijk in 2001 verhuisde hij naar Londen.
Hij was werkzaam als adviseur Europa-communicatie bij het ministerie van Buitenlandse Zaken. Bij het onderzoeksbureau RAND Europe was hij eerst beleidsonderzoeker, daarna hoofd van het Information Policy and Economics Team en tot slot hoofd van het Brusselse kantoor. Vervolgens keerde hij terug naar de Europese Commissie als adviseur en later als adjunct-kabinetschef van eurocommissaris Neelie Kroes, toenmalig commissaris voor Digitale Agenda. Van 1 april 2013 tot het terugtreden van Kroes per 1 november 2014 was hij haar kabinetschef.
Met ingang van 1 juli 2016 is Constantijn Special Envoy (Speciaal Gezant) voor TechLeap.NL, voorheen Startup Delta. Constantijn is zelfstandig adviseur in bedrijfsinnovatie, en is daarnaast directeur 'Digital Technology and Macro Strategy' bij Macro Advisory Partners (MAP) in Londen en Edge Fellow bij Deloitte Center for the Edge.
Hij is lid van de beoordelingscommissie van het Nationale Groeifonds waar hij innovatieprojecten beoordeelt. Voorheen was hij lid van de 'High Level Group of Innovators', een groep van vijftien onafhankelijke leden die de Europese Commissie adviseert over ondernemerschap en innovatie.
Samen met zijn echtgenote richtte hij in 2017 de Number 5 Foundation op, waaruit sociale innovatie-initiatieven op verschillende maatschappelijke vraagstukken worden ontwikkeld.
Op 20 mei 2022 gaf de Universiteit Twente hem een eredoctoraat "voor zijn verdiensten voor het innovatieve start-up-klimaat van Nederland".
Van 2004 tot 2015 woonde Constantijn met zijn gezin in Brussel.

## Huwelijk en gezin
Op 17 mei 2001 trouwde Constantijn in Den Haag met Laurentien Brinkhorst, met wie hij sinds 1995 een relatie heeft. De kerkelijke inzegening volgde twee dagen later.
Het echtpaar heeft drie kinderen:
- Eloise Sophie Beatrix Laurence (2002)
- Claus-Casimir Bernhard Marius Max (2004)
- Leonore Marie Irene Enrica (2006)

Constantijn is peetoom van kroonprinses Catharina-Amalia der Nederlanden, van Luana van Oranje-Nassau van Amsberg, van Felicia (dochter van prins Maurits) en van Alaïa-Maria, de dochter van prinses Carolina en Albert Brenninkmeijer.
Zijn kinderen zijn sinds het aftreden van Beatrix op 30 april 2013 geen lid meer van het Koninklijk Huis, het recht op troonopvolging hebben zij wel.

## Nevenfuncties
Op 3 december 2013 stemden de leden van de Verenigde Vergadering van de Staten-Generaal in met het wetsvoorstel om hem te benoemen tot regent van koningin Amalia indien haar ouders voor 7 december 2021 komen te overlijden.
Constantijn heeft verschillende maatschappelijke functies en erelidmaatschappen:
- Voorzitter Stichting 'The Hague Process on Refugees and Migration'
- Voorzitter Prins Bernhard Natuurfonds

Op 14 april 2009 werd hij benoemd tot lid van de Raad van Toezicht van het Stedelijk Museum Amsterdam. Op 14 april 2013 werd hij herbenoemd. In april 2017 trad hij terug, na twee volle termijnen van vier jaar te hebben uitgediend.
- Erevoorzitter Prins Claus Fonds
- Beschermheer Stichting Nationaal Muziekinstrumenten Fonds
- Beschermheer World Press Photo
- Beschermheer Stichting Nederlandse Vioolconcoursen

## Hobby's
Constantijn is een liefhebber van sport. Zijn favoriete sporten zijn voetbal, tennis, golf en skiën. Andere hobby's zijn tekenen, koken en lezen. Hij is een liefhebber van moderne kunst.

## Onderscheidingen
- Ridder Grootkruis in de Orde van de Nederlandse Leeuw
- Ridder in de Huisorde van de Gouden Leeuw van Nassau

## Eerbetoon
Op 14 januari 2020 werd Constantijn door de JOVD uitgeroepen tot Liberaal van het Jaar 2019. De jongerenorganisatie van de liberale Volkspartij voor Vrijheid en Democratie zag hem als een boegbeeld voor start-ups in Nederland.

## Stamboom
| Gabriel Ludwig Johann von Amsberg (1822-1899) | Gabriel Ludwig Johann von Amsberg (1822-1899) | Gabriel Ludwig Johann von Amsberg (1822-1899) | Gabriel Ludwig Johann von Amsberg (1822-1899) | Gabriel Ludwig Johann von Amsberg (1822-1899) | Gabriel Ludwig Johann von Amsberg (1822-1899) |                                     |                                     | Leopold von Vieregge (1832-1893)    | Leopold von Vieregge (1832-1893)    | Leopold von Vieregge (1832-1893)    | Leopold von Vieregge (1832-1893)    | Leopold von Vieregge (1832-1893) | Leopold von Vieregge (1832-1893) |                                 |                                 | Julius Ernst von dem Bussche (1827-1882)       | Julius Ernst von dem Bussche (1827-1882)       | Julius Ernst von dem Bussche (1827-1882)       | Julius Ernst von dem Bussche (1827-1882)       | Julius Ernst von dem Bussche (1827-1882)       | Julius Ernst von dem Bussche (1827-1882)       |                                                |                                                | Eberhard von dem Bussche-Ippenburg (1851-1937) | Eberhard von dem Bussche-Ippenburg (1851-1937) | Eberhard von dem Bussche-Ippenburg (1851-1937) | Eberhard von dem Bussche-Ippenburg (1851-1937) | Eberhard von dem Bussche-Ippenburg (1851-1937)  | Eberhard von dem Bussche-Ippenburg (1851-1937)  |                                                 |                                                 | Ernst van Lippe-Biesterfeld (1842-1904)         | Ernst van Lippe-Biesterfeld (1842-1904)         | Ernst van Lippe-Biesterfeld (1842-1904)    | Ernst van Lippe-Biesterfeld (1842-1904)    | Ernst van Lippe-Biesterfeld (1842-1904)    | Ernst van Lippe-Biesterfeld (1842-1904)    |                                       |                                       | Aschwin von Sierstorpff-Cramm (1846-1909) | Aschwin von Sierstorpff-Cramm (1846-1909) | Aschwin von Sierstorpff-Cramm (1846-1909) | Aschwin von Sierstorpff-Cramm (1846-1909) | Aschwin von Sierstorpff-Cramm (1846-1909) | Aschwin von Sierstorpff-Cramm (1846-1909) |                                    |                                    | Frederik Frans II van Mecklenburg-Schwerin (1823-1883) | Frederik Frans II van Mecklenburg-Schwerin (1823-1883) | Frederik Frans II van Mecklenburg-Schwerin (1823-1883) | Frederik Frans II van Mecklenburg-Schwerin (1823-1883) | Frederik Frans II van Mecklenburg-Schwerin (1823-1883) | Frederik Frans II van Mecklenburg-Schwerin (1823-1883) |                                              |                                              | Willem III (1817–1890)                   | Willem III (1817–1890)                   | Willem III (1817–1890)                   | Willem III (1817–1890)                   | Willem III (1817–1890)                   | Willem III (1817–1890)                   |                  |                  |  |  |  |  |  |  |  |  |  |  |  |  |  |  |  |  |  |  |  |  |  |  |  |  |  |  |  |  |  |  |  |  |  |  |  |  |  |  |  |  |  |  |  |  |  |  |
| Gabriel Ludwig Johann von Amsberg (1822-1899) | Gabriel Ludwig Johann von Amsberg (1822-1899) | Gabriel Ludwig Johann von Amsberg (1822-1899) | Gabriel Ludwig Johann von Amsberg (1822-1899) | Gabriel Ludwig Johann von Amsberg (1822-1899) | Gabriel Ludwig Johann von Amsberg (1822-1899) |                                     |                                     | Leopold von Vieregge (1832-1893)    | Leopold von Vieregge (1832-1893)    | Leopold von Vieregge (1832-1893)    | Leopold von Vieregge (1832-1893)    | Leopold von Vieregge (1832-1893) | Leopold von Vieregge (1832-1893) |                                 |                                 | Julius Ernst von dem Bussche (1827-1882)       | Julius Ernst von dem Bussche (1827-1882)       | Julius Ernst von dem Bussche (1827-1882)       | Julius Ernst von dem Bussche (1827-1882)       | Julius Ernst von dem Bussche (1827-1882)       | Julius Ernst von dem Bussche (1827-1882)       |                                                |                                                | Eberhard von dem Bussche-Ippenburg (1851-1937) | Eberhard von dem Bussche-Ippenburg (1851-1937) | Eberhard von dem Bussche-Ippenburg (1851-1937) | Eberhard von dem Bussche-Ippenburg (1851-1937) | Eberhard von dem Bussche-Ippenburg (1851-1937)  | Eberhard von dem Bussche-Ippenburg (1851-1937)  |                                                 |                                                 | Ernst van Lippe-Biesterfeld (1842-1904)         | Ernst van Lippe-Biesterfeld (1842-1904)         | Ernst van Lippe-Biesterfeld (1842-1904)    | Ernst van Lippe-Biesterfeld (1842-1904)    | Ernst van Lippe-Biesterfeld (1842-1904)    | Ernst van Lippe-Biesterfeld (1842-1904)    |                                       |                                       | Aschwin von Sierstorpff-Cramm (1846-1909) | Aschwin von Sierstorpff-Cramm (1846-1909) | Aschwin von Sierstorpff-Cramm (1846-1909) | Aschwin von Sierstorpff-Cramm (1846-1909) | Aschwin von Sierstorpff-Cramm (1846-1909) | Aschwin von Sierstorpff-Cramm (1846-1909) |                                    |                                    | Frederik Frans II van Mecklenburg-Schwerin (1823-1883) | Frederik Frans II van Mecklenburg-Schwerin (1823-1883) | Frederik Frans II van Mecklenburg-Schwerin (1823-1883) | Frederik Frans II van Mecklenburg-Schwerin (1823-1883) | Frederik Frans II van Mecklenburg-Schwerin (1823-1883) | Frederik Frans II van Mecklenburg-Schwerin (1823-1883) |                                              |                                              | Willem III (1817–1890)                   | Willem III (1817–1890)                   | Willem III (1817–1890)                   | Willem III (1817–1890)                   | Willem III (1817–1890)                   | Willem III (1817–1890)                   |                  |                  |  |  |  |  |  |  |  |  |  |  |  |  |  |  |  |  |  |  |  |  |  |  |  |  |  |  |  |  |  |  |  |  |  |  |  |  |  |  |  |  |  |  |  |  |  |  |
|                                               |                                               | Marie von Passow (1831-1904)                  | Marie von Passow (1831-1904)                  | Marie von Passow (1831-1904)                  | Marie von Passow (1831-1904)                  | Marie von Passow (1831-1904)        | Marie von Passow (1831-1904)        |                                     |                                     | Agnes von Gutschmid (1842-1924)     | Agnes von Gutschmid (1842-1924)     | Agnes von Gutschmid (1842-1924)  | Agnes von Gutschmid (1842-1924)  | Agnes von Gutschmid (1842-1924) | Agnes von Gutschmid (1842-1924) |                                                |                                                | Mathilde von Salviati (1832-1892)              | Mathilde von Salviati (1832-1892)              | Mathilde von Salviati (1832-1892)              | Mathilde von Salviati (1832-1892)              | Mathilde von Salviati (1832-1892)              | Mathilde von Salviati (1832-1892)              |                                                |                                                | Barbara von Chelius (1856-1949)                | Barbara von Chelius (1856-1949)                | Barbara von Chelius (1856-1949)                 | Barbara von Chelius (1856-1949)                 | Barbara von Chelius (1856-1949)                 | Barbara von Chelius (1856-1949)                 |                                                 |                                                 | Karoline von Wartensleben (1844-1905)      | Karoline von Wartensleben (1844-1905)      | Karoline von Wartensleben (1844-1905)      | Karoline von Wartensleben (1844-1905)      | Karoline von Wartensleben (1844-1905) | Karoline von Wartensleben (1844-1905) |                                           |                                           | Hedwig von Sierstorpff (1848-1900)        | Hedwig von Sierstorpff (1848-1900)        | Hedwig von Sierstorpff (1848-1900)        | Hedwig von Sierstorpff (1848-1900)        | Hedwig von Sierstorpff (1848-1900) | Hedwig von Sierstorpff (1848-1900) |                                                        |                                                        | Marie van Schwarzburg-Rudolstadt (1850-1922)           | Marie van Schwarzburg-Rudolstadt (1850-1922)           | Marie van Schwarzburg-Rudolstadt (1850-1922)           | Marie van Schwarzburg-Rudolstadt (1850-1922)           | Marie van Schwarzburg-Rudolstadt (1850-1922) | Marie van Schwarzburg-Rudolstadt (1850-1922) |                                          |                                          | Emma (1858–1934)                         | Emma (1858–1934)                         | Emma (1858–1934)                         | Emma (1858–1934)                         | Emma (1858–1934) | Emma (1858–1934) |  |  |  |  |  |  |  |  |  |  |  |  |  |  |  |  |  |  |  |  |  |  |  |  |  |  |  |  |  |  |  |  |  |  |  |  |  |  |  |  |  |  |  |  |  |  |
|                                               |                                               | Marie von Passow (1831-1904)                  | Marie von Passow (1831-1904)                  | Marie von Passow (1831-1904)                  | Marie von Passow (1831-1904)                  | Marie von Passow (1831-1904)        | Marie von Passow (1831-1904)        |                                     |                                     | Agnes von Gutschmid (1842-1924)     | Agnes von Gutschmid (1842-1924)     | Agnes von Gutschmid (1842-1924)  | Agnes von Gutschmid (1842-1924)  | Agnes von Gutschmid (1842-1924) | Agnes von Gutschmid (1842-1924) |                                                |                                                | Mathilde von Salviati (1832-1892)              | Mathilde von Salviati (1832-1892)              | Mathilde von Salviati (1832-1892)              | Mathilde von Salviati (1832-1892)              | Mathilde von Salviati (1832-1892)              | Mathilde von Salviati (1832-1892)              |                                                |                                                | Barbara von Chelius (1856-1949)                | Barbara von Chelius (1856-1949)                | Barbara von Chelius (1856-1949)                 | Barbara von Chelius (1856-1949)                 | Barbara von Chelius (1856-1949)                 | Barbara von Chelius (1856-1949)                 |                                                 |                                                 | Karoline von Wartensleben (1844-1905)      | Karoline von Wartensleben (1844-1905)      | Karoline von Wartensleben (1844-1905)      | Karoline von Wartensleben (1844-1905)      | Karoline von Wartensleben (1844-1905) | Karoline von Wartensleben (1844-1905) |                                           |                                           | Hedwig von Sierstorpff (1848-1900)        | Hedwig von Sierstorpff (1848-1900)        | Hedwig von Sierstorpff (1848-1900)        | Hedwig von Sierstorpff (1848-1900)        | Hedwig von Sierstorpff (1848-1900) | Hedwig von Sierstorpff (1848-1900) |                                                        |                                                        | Marie van Schwarzburg-Rudolstadt (1850-1922)           | Marie van Schwarzburg-Rudolstadt (1850-1922)           | Marie van Schwarzburg-Rudolstadt (1850-1922)           | Marie van Schwarzburg-Rudolstadt (1850-1922)           | Marie van Schwarzburg-Rudolstadt (1850-1922) | Marie van Schwarzburg-Rudolstadt (1850-1922) |                                          |                                          | Emma (1858–1934)                         | Emma (1858–1934)                         | Emma (1858–1934)                         | Emma (1858–1934)                         | Emma (1858–1934) | Emma (1858–1934) |  |  |  |  |  |  |  |  |  |  |  |  |  |  |  |  |  |  |  |  |  |  |  |  |  |  |  |  |  |  |  |  |  |  |  |  |  |  |  |  |  |  |  |  |  |  |
| Wilhelm von Amsberg (1856-1929)               | Wilhelm von Amsberg (1856-1929)               | Wilhelm von Amsberg (1856-1929)               | Wilhelm von Amsberg (1856-1929)               | Wilhelm von Amsberg (1856-1929)               | Wilhelm von Amsberg (1856-1929)               |                                     |                                     | Elise von Vieregge (1866-1951)      | Elise von Vieregge (1866-1951)      | Elise von Vieregge (1866-1951)      | Elise von Vieregge (1866-1951)      | Elise von Vieregge (1866-1951)   | Elise von Vieregge (1866-1951)   |                                 |                                 | Georg von dem Bussche-Haddenhausen (1869-1923) | Georg von dem Bussche-Haddenhausen (1869-1923) | Georg von dem Bussche-Haddenhausen (1869-1923) | Georg von dem Bussche-Haddenhausen (1869-1923) | Georg von dem Bussche-Haddenhausen (1869-1923) | Georg von dem Bussche-Haddenhausen (1869-1923) |                                                |                                                | Gabriëlle Ippenburg (1877-1973)                | Gabriëlle Ippenburg (1877-1973)                | Gabriëlle Ippenburg (1877-1973)                | Gabriëlle Ippenburg (1877-1973)                | Gabriëlle Ippenburg (1877-1973)                 | Gabriëlle Ippenburg (1877-1973)                 |                                                 |                                                 | Bernhard van Lippe-Biesterfeld (1872-1934)      | Bernhard van Lippe-Biesterfeld (1872-1934)      | Bernhard van Lippe-Biesterfeld (1872-1934) | Bernhard van Lippe-Biesterfeld (1872-1934) | Bernhard van Lippe-Biesterfeld (1872-1934) | Bernhard van Lippe-Biesterfeld (1872-1934) |                                       |                                       | Armgard van Sierstorpff-Cramm (1883-1971) | Armgard van Sierstorpff-Cramm (1883-1971) | Armgard van Sierstorpff-Cramm (1883-1971) | Armgard van Sierstorpff-Cramm (1883-1971) | Armgard van Sierstorpff-Cramm (1883-1971) | Armgard van Sierstorpff-Cramm (1883-1971) |                                    |                                    | Hendrik van Mecklenburg-Schwerin (1876-1934)           | Hendrik van Mecklenburg-Schwerin (1876-1934)           | Hendrik van Mecklenburg-Schwerin (1876-1934)           | Hendrik van Mecklenburg-Schwerin (1876-1934)           | Hendrik van Mecklenburg-Schwerin (1876-1934)           | Hendrik van Mecklenburg-Schwerin (1876-1934)           |                                              |                                              | Wilhelmina van Oranje-Nassau (1880-1962) | Wilhelmina van Oranje-Nassau (1880-1962) | Wilhelmina van Oranje-Nassau (1880-1962) | Wilhelmina van Oranje-Nassau (1880-1962) | Wilhelmina van Oranje-Nassau (1880-1962) | Wilhelmina van Oranje-Nassau (1880-1962) |                  |                  |  |  |  |  |  |  |  |  |  |  |  |  |  |  |  |  |  |  |  |  |  |  |  |  |  |  |  |  |  |  |  |  |  |  |  |  |  |  |  |  |  |  |  |  |  |  |
| Wilhelm von Amsberg (1856-1929)               | Wilhelm von Amsberg (1856-1929)               | Wilhelm von Amsberg (1856-1929)               | Wilhelm von Amsberg (1856-1929)               | Wilhelm von Amsberg (1856-1929)               | Wilhelm von Amsberg (1856-1929)               |                                     |                                     | Elise von Vieregge (1866-1951)      | Elise von Vieregge (1866-1951)      | Elise von Vieregge (1866-1951)      | Elise von Vieregge (1866-1951)      | Elise von Vieregge (1866-1951)   | Elise von Vieregge (1866-1951)   |                                 |                                 | Georg von dem Bussche-Haddenhausen (1869-1923) | Georg von dem Bussche-Haddenhausen (1869-1923) | Georg von dem Bussche-Haddenhausen (1869-1923) | Georg von dem Bussche-Haddenhausen (1869-1923) | Georg von dem Bussche-Haddenhausen (1869-1923) | Georg von dem Bussche-Haddenhausen (1869-1923) |                                                |                                                | Gabriëlle Ippenburg (1877-1973)                | Gabriëlle Ippenburg (1877-1973)                | Gabriëlle Ippenburg (1877-1973)                | Gabriëlle Ippenburg (1877-1973)                | Gabriëlle Ippenburg (1877-1973)                 | Gabriëlle Ippenburg (1877-1973)                 |                                                 |                                                 | Bernhard van Lippe-Biesterfeld (1872-1934)      | Bernhard van Lippe-Biesterfeld (1872-1934)      | Bernhard van Lippe-Biesterfeld (1872-1934) | Bernhard van Lippe-Biesterfeld (1872-1934) | Bernhard van Lippe-Biesterfeld (1872-1934) | Bernhard van Lippe-Biesterfeld (1872-1934) |                                       |                                       | Armgard van Sierstorpff-Cramm (1883-1971) | Armgard van Sierstorpff-Cramm (1883-1971) | Armgard van Sierstorpff-Cramm (1883-1971) | Armgard van Sierstorpff-Cramm (1883-1971) | Armgard van Sierstorpff-Cramm (1883-1971) | Armgard van Sierstorpff-Cramm (1883-1971) |                                    |                                    | Hendrik van Mecklenburg-Schwerin (1876-1934)           | Hendrik van Mecklenburg-Schwerin (1876-1934)           | Hendrik van Mecklenburg-Schwerin (1876-1934)           | Hendrik van Mecklenburg-Schwerin (1876-1934)           | Hendrik van Mecklenburg-Schwerin (1876-1934)           | Hendrik van Mecklenburg-Schwerin (1876-1934)           |                                              |                                              | Wilhelmina van Oranje-Nassau (1880-1962) | Wilhelmina van Oranje-Nassau (1880-1962) | Wilhelmina van Oranje-Nassau (1880-1962) | Wilhelmina van Oranje-Nassau (1880-1962) | Wilhelmina van Oranje-Nassau (1880-1962) | Wilhelmina van Oranje-Nassau (1880-1962) |                  |                  |  |  |  |  |  |  |  |  |  |  |  |  |  |  |  |  |  |  |  |  |  |  |  |  |  |  |  |  |  |  |  |  |  |  |  |  |  |  |  |  |  |  |  |  |  |  |
|                                               |                                               |                                               |                                               |                                               |                                               |                                     |                                     |                                     |                                     |                                     |                                     |                                  |                                  |                                 |                                 |                                                |                                                |                                                |                                                |                                                |                                                |                                                |                                                |                                                |                                                |                                                |                                                |                                                 |                                                 |                                                 |                                                 |                                                 |                                                 |                                            |                                            |                                            |                                            |                                       |                                       |                                           |                                           |                                           |                                           |                                           |                                           |                                    |                                    |                                                        |                                                        |                                                        |                                                        |                                                        |                                                        |                                              |                                              |                                          |                                          |                                          |                                          |                                          |                                          |                  |                  |  |  |  |  |  |  |  |  |  |  |  |  |  |  |  |  |  |  |  |  |  |  |  |  |  |  |  |  |  |  |  |  |  |  |  |  |  |  |  |  |  |  |  |  |  |  |
|                                               |                                               |                                               |                                               |                                               |                                               | Claus Felix von Amsberg (1890-1953) | Claus Felix von Amsberg (1890-1953) | Claus Felix von Amsberg (1890-1953) | Claus Felix von Amsberg (1890-1953) | Claus Felix von Amsberg (1890-1953) | Claus Felix von Amsberg (1890-1953) |                                  |                                  |                                 |                                 |                                                |                                                | Gösta von dem Bussche-Haddenhausen (1902-1996) | Gösta von dem Bussche-Haddenhausen (1902-1996) | Gösta von dem Bussche-Haddenhausen (1902-1996) | Gösta von dem Bussche-Haddenhausen (1902-1996) | Gösta von dem Bussche-Haddenhausen (1902-1996) | Gösta von dem Bussche-Haddenhausen (1902-1996) |                                                |                                                |                                                |                                                |                                                 |                                                 |                                                 |                                                 |                                                 |                                                 |                                            |                                            |                                            |                                            | Bernhard (1911-2004)                  | Bernhard (1911-2004)                  | Bernhard (1911-2004)                      | Bernhard (1911-2004)                      | Bernhard (1911-2004)                      | Bernhard (1911-2004)                      |                                           |                                           |                                    |                                    |                                                        |                                                        | Juliana (1909-2004)                                    | Juliana (1909-2004)                                    | Juliana (1909-2004)                                    | Juliana (1909-2004)                                    | Juliana (1909-2004)                          | Juliana (1909-2004)                          |                                          |                                          |                                          |                                          |                                          |                                          |                  |                  |  |  |  |  |  |  |  |  |  |  |  |  |  |  |  |  |  |  |  |  |  |  |  |  |  |  |  |  |  |  |  |  |  |  |  |  |  |  |  |  |  |  |  |  |  |  |
|                                               |                                               |                                               |                                               |                                               |                                               | Claus Felix von Amsberg (1890-1953) | Claus Felix von Amsberg (1890-1953) | Claus Felix von Amsberg (1890-1953) | Claus Felix von Amsberg (1890-1953) | Claus Felix von Amsberg (1890-1953) | Claus Felix von Amsberg (1890-1953) |                                  |                                  |                                 |                                 |                                                |                                                | Gösta von dem Bussche-Haddenhausen (1902-1996) | Gösta von dem Bussche-Haddenhausen (1902-1996) | Gösta von dem Bussche-Haddenhausen (1902-1996) | Gösta von dem Bussche-Haddenhausen (1902-1996) | Gösta von dem Bussche-Haddenhausen (1902-1996) | Gösta von dem Bussche-Haddenhausen (1902-1996) |                                                |                                                |                                                |                                                |                                                 |                                                 |                                                 |                                                 |                                                 |                                                 |                                            |                                            |                                            |                                            | Bernhard (1911-2004)                  | Bernhard (1911-2004)                  | Bernhard (1911-2004)                      | Bernhard (1911-2004)                      | Bernhard (1911-2004)                      | Bernhard (1911-2004)                      |                                           |                                           |                                    |                                    |                                                        |                                                        | Juliana (1909-2004)                                    | Juliana (1909-2004)                                    | Juliana (1909-2004)                                    | Juliana (1909-2004)                                    | Juliana (1909-2004)                          | Juliana (1909-2004)                          |                                          |                                          |                                          |                                          |                                          |                                          |                  |                  |  |  |  |  |  |  |  |  |  |  |  |  |  |  |  |  |  |  |  |  |  |  |  |  |  |  |  |  |  |  |  |  |  |  |  |  |  |  |  |  |  |  |  |  |  |  |
|                                               |                                               |                                               |                                               |                                               |                                               |                                     |                                     |                                     |                                     |                                     |                                     |                                  |                                  |                                 |                                 |                                                |                                                |                                                |                                                |                                                |                                                |                                                |                                                |                                                |                                                |                                                |                                                |                                                 |                                                 |                                                 |                                                 |                                                 |                                                 |                                            |                                            |                                            |                                            |                                       |                                       |                                           |                                           |                                           |                                           |                                           |                                           |                                    |                                    |                                                        |                                                        |                                                        |                                                        |                                                        |                                                        |                                              |                                              |                                          |                                          |                                          |                                          |                                          |                                          |                  |                  |  |  |  |  |  |  |  |  |  |  |  |  |  |  |  |  |  |  |  |  |  |  |  |  |  |  |  |  |  |  |  |  |  |  |  |  |  |  |  |  |  |  |  |  |  |  |
|                                               |                                               |                                               |                                               |                                               |                                               |                                     |                                     |                                     |                                     |                                     |                                     |                                  |                                  |                                 |                                 | Claus van Amsberg (1926-2002)                  | Claus van Amsberg (1926-2002)                  | Claus van Amsberg (1926-2002)                  | Claus van Amsberg (1926-2002)                  | Claus van Amsberg (1926-2002)                  | Claus van Amsberg (1926-2002)                  |                                                |                                                |                                                |                                                |                                                |                                                |                                                 |                                                 |                                                 |                                                 |                                                 |                                                 |                                            |                                            |                                            |                                            |                                       |                                       | Beatrix (1938-)                           | Beatrix (1938-)                           | Beatrix (1938-)                           | Beatrix (1938-)                           | Beatrix (1938-)                           | Beatrix (1938-)                           |                                    |                                    |                                                        |                                                        |                                                        |                                                        |                                                        |                                                        |                                              |                                              |                                          |                                          |                                          |                                          |                                          |                                          |                  |                  |  |  |  |  |  |  |  |  |  |  |  |  |  |  |  |  |  |  |  |  |  |  |  |  |  |  |  |  |  |  |  |  |  |  |  |  |  |  |  |  |  |  |  |  |  |  |
|                                               |                                               |                                               |                                               |                                               |                                               |                                     |                                     |                                     |                                     |                                     |                                     |                                  |                                  |                                 |                                 | Claus van Amsberg (1926-2002)                  | Claus van Amsberg (1926-2002)                  | Claus van Amsberg (1926-2002)                  | Claus van Amsberg (1926-2002)                  | Claus van Amsberg (1926-2002)                  | Claus van Amsberg (1926-2002)                  |                                                |                                                |                                                |                                                |                                                |                                                |                                                 |                                                 |                                                 |                                                 |                                                 |                                                 |                                            |                                            |                                            |                                            |                                       |                                       | Beatrix (1938-)                           | Beatrix (1938-)                           | Beatrix (1938-)                           | Beatrix (1938-)                           | Beatrix (1938-)                           | Beatrix (1938-)                           |                                    |                                    |                                                        |                                                        |                                                        |                                                        |                                                        |                                                        |                                              |                                              |                                          |                                          |                                          |                                          |                                          |                                          |                  |                  |  |  |  |  |  |  |  |  |  |  |  |  |  |  |  |  |  |  |  |  |  |  |  |  |  |  |  |  |  |  |  |  |  |  |  |  |  |  |  |  |  |  |  |  |  |  |
|                                               |                                               |                                               |                                               |                                               |                                               |                                     |                                     |                                     |                                     |                                     |                                     |                                  |                                  |                                 |                                 |                                                |                                                |                                                |                                                |                                                |                                                |                                                |                                                |                                                |                                                |                                                |                                                |                                                 |                                                 |                                                 |                                                 |                                                 |                                                 |                                            |                                            |                                            |                                            |                                       |                                       |                                           |                                           |                                           |                                           |                                           |                                           |                                    |                                    |                                                        |                                                        |                                                        |                                                        |                                                        |                                                        |                                              |                                              |                                          |                                          |                                          |                                          |                                          |                                          |                  |                  |  |  |  |  |  |  |  |  |  |  |  |  |  |  |  |  |  |  |  |  |  |  |  |  |  |  |  |  |  |  |  |  |  |  |  |  |  |  |  |  |  |  |  |  |  |  |
|                                               |                                               |                                               |                                               |                                               |                                               |                                     |                                     |                                     |                                     |                                     |                                     |                                  |                                  |                                 |                                 |                                                |                                                |                                                |                                                |                                                |                                                |                                                |                                                |                                                |                                                |                                                |                                                |                                                 |                                                 |                                                 |                                                 |                                                 |                                                 |                                            |                                            |                                            |                                            |                                       |                                       |                                           |                                           |                                           |                                           |                                           |                                           |                                    |                                    |                                                        |                                                        |                                                        |                                                        |                                                        |                                                        |                                              |                                              |                                          |                                          |                                          |                                          |                                          |                                          |                  |                  |  |  |  |  |  |  |  |  |  |  |  |  |  |  |  |  |  |  |  |  |  |  |  |  |  |  |  |  |  |  |  |  |  |  |  |  |  |  |  |  |  |  |  |  |  |  |
|                                               |                                               |                                               |                                               |                                               |                                               |                                     |                                     |                                     |                                     |                                     |                                     |                                  |                                  |                                 |                                 |                                                |                                                | Willem-Alexander (1967-)                       | Willem-Alexander (1967-)                       | Willem-Alexander (1967-)                       | Willem-Alexander (1967-)                       | Willem-Alexander (1967-)                       | Willem-Alexander (1967-)                       |                                                |                                                |                                                |                                                | Friso van Oranje-Nassau van Amsberg (1968-2013) | Friso van Oranje-Nassau van Amsberg (1968-2013) | Friso van Oranje-Nassau van Amsberg (1968-2013) | Friso van Oranje-Nassau van Amsberg (1968-2013) | Friso van Oranje-Nassau van Amsberg (1968-2013) | Friso van Oranje-Nassau van Amsberg (1968-2013) |                                            |                                            |                                            |                                            | Constantijn der Nederlanden (1969-)   | Constantijn der Nederlanden (1969-)   | Constantijn der Nederlanden (1969-)       | Constantijn der Nederlanden (1969-)       | Constantijn der Nederlanden (1969-)       | Constantijn der Nederlanden (1969-)       |                                           |                                           |                                    |                                    |                                                        |                                                        |                                                        |                                                        |                                                        |                                                        |                                              |                                              |                                          |                                          |                                          |                                          |                                          |                                          |                  |                  |  |  |  |  |  |  |  |  |  |  |  |  |  |  |  |  |  |  |  |  |  |  |  |  |  |  |  |  |  |  |  |  |  |  |  |  |  |  |  |  |  |  |  |  |  |  |